# Carphalea
Carphalea é um género botânico pertencente à família Rubiaceae.

## Espécies
- Carphalea obovata, (Balf.f.) Verdc.